# Wybrana
Wybrana (Believe) – amerykański, sci-fi, przygodowy, serial telewizyjny  wyprodukowany przez  Bad Robot Productions oraz Warner Bros. Television. 9 maja 2013 roku,  NBC zamówiła serial na sezon telewizyjny 2013/14, który był emitowany midseasonie. Twórcami serialu są Alfonso Cuarón, Mark Friedman oraz J.J. Abrams. Serial był emitowany od 10 marca 2014 roku przez stację NBC. 

9 maja 2014 roku, stacja NBC oficjalnie ogłosiła anulowanie serialu.
W Polsce serial był emitowany od 1 września do 24 listopada 2014 roku na kanale TVN 7

## Fabuła
Serial opowiada o dość skomplikowanych relacjach między Bo, dziewczynką, która posiada nadprzyrodzone moce, a skazańcem, Williamem Tate, który stara się ją chronić przed złymi ludźmi.

## Obsada
- Johnny Sequoyah jako Bo Adams
- Jake McLaughlin jako William Tate[5]
- Delroy Lindo jako Milton Winter [6]
- Kyle MacLachlan jako Roman Skouras,[7]
- Jamie Chung jako Channing[6]
- Tracy Howe jako Elizabeth Ferrell, agentka FBI

## Role drugoplanowe
- Arian Moayed jako Corey[8]
- Marianne Jean-Baptiste jako Brendicka Comstock, zastępca dyrektora CIA[9]
- Kerry Condon jako  Zoe Boyle[10]
- Mia Vallet jako Dani[11]

## Odcinki
| Sezon | Sezon | Odcinki | Oryginalna emisja | Oryginalna emisja | Oryginalna emisja | Oryginalna emisja | Oryginalna emisja |
| Sezon | Sezon | Odcinki | Premiera sezonu   | Finał sezonu      | Premiera sezonu   | Finał sezonu      |                   |
| ----- | ----- | ------- | ----------------- | ----------------- | ----------------- | ----------------- | ----------------- |
|       | 1     | 13      | 10 marca 2014     | 15 czerwca 2014   | 1 września 2014   | 24 listopada 2014 |                   |

### Sezon 1 (2014)
| Nr | #  | Tytuł           | Reżyseria            | Scenariusz                      | Premiera NBC                    | Premiera TVN         |
| -- | -- | --------------- | -------------------- | ------------------------------- | ------------------------------- | -------------------- |
| 1  | 1  | Pilot           | Alfonso Cuarón       | Alfonso Cuarón Mark Friedman    | 10 marca 2014                   | 1 września 2014      |
| 2  | 2  | Beginner's Luck | Omar Madha           | Jonas Pate Bobby Arnot          | 16 marca 2014                   | 8 września 2014      |
| 3  | 3  | Origin          | Stephen Williams     | Jonas Pate                      | 23 marca 2014                   | 15 września 2014     |
| 4  | 4  | Defection       | Sam Hill             | Nick Antosca                    | 30 marca 2014                   | 22 września 2014     |
| 5  | 5  | White Noise     | Jonas Pate           | Dave Erickson                   | 6 kwietnia 2014                 | 29 września 2014     |
| 6  | 6  | Sinking         | Roxann Dawson        | Seamus Kevin Fahey              | 13 kwietnia 2014                | 6 października 2014  |
| 7  | 7  | Bang and Blame  | Michael Offer        | Brynn Malone                    | 20 kwietnia 2014                | 13 października 2014 |
| 8  | 8  | Together        | Bart Freundlich      | Seamus Kevin Fahey Sneha Koorse | 27 kwietnia 2014                | 20 października 2014 |
| 9  | 9  | Prodigy         | Sam Hill             | Melisa Wallack                  | 4 maja 2014                     | 27 października 2014 |
| 10 | 10 | Collapse        | David Boyd           | Jonas Pate Bobby Arnot          | 25 maja 2014                    | 3 listopada 2014     |
| 11 | 11 | Revelation      | Steve Shill          | Nick Antosca Bobby Arnot        | 1 czerwca 2014                  | 10 listopada 2014    |
| 12 | 12 | Second Chance   | Frederick E. O. Toye | Jonas Pate Hans Tobeason        | 15 czerwca 2014                 | 17 listopada 2014    |
| 13 | 13 | Perception      | Eric Stoltz          | Holly Harold                    | 24 czerwca 2014 (Nowa Zelandia) | 24 listopada 2014    |